# Andrija Prlainović

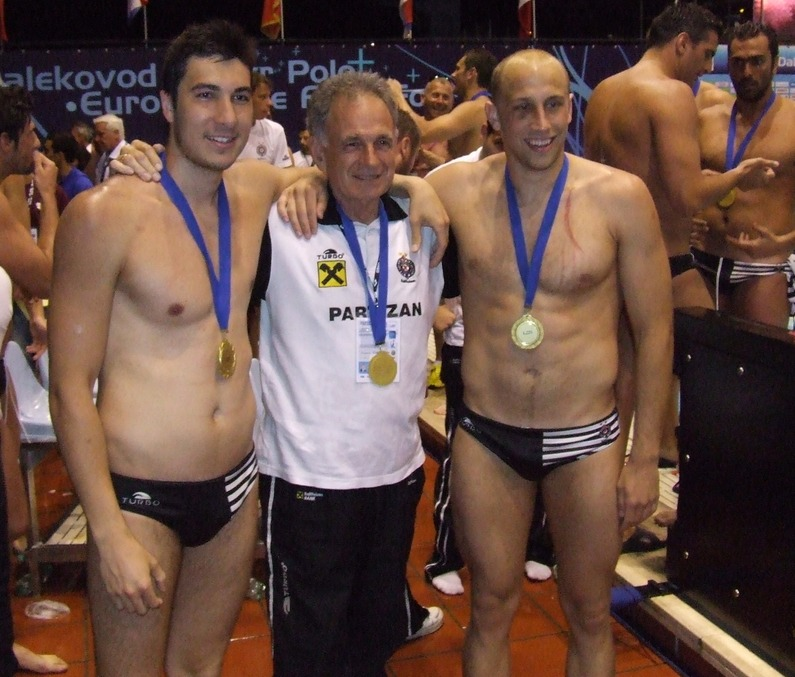
Andrija Prlainović (derecha) en 2011.

Andrija Prlainović (cirílico Alfabeto cirílico serbio: Андрија Прлаиновић), Dubrovnik 28 de abril de 1987) es un jugador de polo acuático serbio; nació en Dubrovnik, República Socialista de Croacia, y se crio en Herceg Novi, República Socialista de Montenegro, donde llegó a través del PVK Jadran juvenil. 
Fue miembro del equipo nacional masculino de waterpolo de Servia en los Juegos Olímpicos de Pekín 2008 y Londres 2012, instancias donde alcanzó la medalla de plata; además, en el año 2011 ganó la copa de Europa de waterpolo masculino con el VK Partizan y en 2013 con el VK Crvena Zvezda, donde actualmente milita.